# غار چهل پله
غار چهل پله مربوط به دوره ساسانیان است و در شهرستان پاسارگاد، بخش مرکزی، دهستان کمین، ۱ کیلومتری شرق روستای ابوالمهدی واقع شده و این اثر در تاریخ ۳۰ بهمن ۱۳۸۶ با شمارهٔ ثبت ۲۰۷۸۰ به‌عنوان یکی از آثار ملی ایران به ثبت رسیده است.